# Горгіра
Горгі́ра (дав.-гр. Γοργυρα) — персонаж давньогрецької міфології, німфа. 
Її ім'я означає «стік» і має відношення до підземних вод. Була духом або демоном, німфою підземного світу. Від річного бога Ахеронта народила сина Аскалафа, якого богиня Деметра перетворила на сову за те, що він приніс повідомлення, що її дочка Персефона з'їла кілька гранатових зернят, що було символом шлюбної вірності Аїду.
Латинізоване її ім'я Gorgyra є назвою роду Лускокрилих.